# عبیدالله بن عمر
عبیدالله بن عمر بن خطاب عدوی قریشی (به عربی: عُبَیْدِ اللَّهِ بْنُ عُمَرَ بْنُ الْخَطَّابِ الْعَدَوِيُّ الْقُرَشِيُّ) (مرگ: ۷۳ هجری/۶۵۷ میلادی) یکی از فرزندان عمر و از صحابیون محمد بود.

## نسب مادری عبیدالله
عمر، عبیدالله را از زنی به نام ام کلثوم ملیکه بنت جرول (به عربی: أم کلثوم بنت عمرو بن جدول الخزاعیة) از قبیله خزاعه داشت. عمر بعد از اسلام آوردن از این زن طلاق گرفت و ام کلثوم با یکی از خویشاوندانش به نام «أبو جهم ابن حذافة» ازدواج کرد و بت‌پرست ماند و در مکه زندگی می‌کرد.

## خون‌خواهی از عمر
عبیدالله از ماجرای خون‌خواهی از پدرش عمر معروف شد که در ذی الحجه ۲۳/ نوامبر ۶۴۴، به‌دست غلام ایرانی مغیرة بن شعبه به نام ابولؤلؤ کشته شده بود. بنا به اکثر روایات، ابولؤلؤ پس از دستگیری، خودکشی کرد. از این رو عبیدالله برای انتقام‌گیری به افراد دیگری روی آورد. عبیدالله ۳ تن یعنی، دختر ابولؤلؤ و هرمزان (از فرماندهان سابق ساسانی که مسلمان شده بود) و یک مسیحی اهل یمن به نام جفینه را (بر اساس گزارش عبدالرحمن بن عوف یا عبدالرحمن بن ابی‌بکر) کشت. یعقوبی معتقد است که عبیدالله، ابولؤلؤ و زن و دخترش را کشت. منابع زیادی حاکی از آن هستند که وی همچنین با برده‌های ایرانی مدینه و حتی برخی از مهاجرین نیز درگیر شد. منابع معتقدند که عبیدالله از سلامت روحی و روانی چندانی برخوردار نبوده است و شخصیتی مذموم در خانواده عمر بوده (گفته می‌شود یک بار عمر عبیدالله را به‌خاطر نوشیدن شراب، حد شرعی زد)
با این وجود، عمل عبیدالله خلاف شرع تلقی می‌شد و وی نزد سعد ابن ابی‌وقاص مدتی بازداشت بود. اما عثمان وی را مورد عفو قرار داد و این عمل عثمان بهانه‌ای به‌دست مخالفانش داد. علی بن ابی‌طالب و دیگران به‌شدت به او اعتراض کردند و علی تهدید کرد اگر در موقعیت مناسبی قرار گیرد، حکم قصاص را دربارهٔ او اجرا خواهد کرد. علی خطاب به عثمان گفت: «این فاسق - اشاره به عبیدالله - را به خون‌خواهی دختری بیگناه و هرمزان بکش که با کشتن مسلمانی بی‌گناه، مرتکب خطایی عظیم شده.» این ناخشنودی در او وجود داشت تا نبرد صفین که عبیدالله از علی اجازهٔ ورود خواست و علی به او گفت: «آیا تو که دختری بیگناه و هرمزان را به ناحق کشته‌ای با آنکه او به‌دست عموی من عباس اسلام آورده بود و پدر تو نیز از غنایم مسلمانان برای او دو هزار درهم وظیفه مقرر داشته بود، حالا انتظار داری که از دست من جان سالم به در بری؟» عبیدالله در پاسخ گفت: «سپاس خدای را که ما را در وضعی قرار داد که تو خون هرمزان را از من می‌خواهی و من خون امیرالمؤمنین عثمان را.» عبیدالله در نبرد صفین در کنار معاویه جنگید و کشته شد.
عبیدالله تا این زمان فعالیت‌های سیاسی قابل توجهی نداشته و بعداً یکی از خون‌خواهان عثمان گردید و از اینکه علی که قسم خورده بود وی را قصاص می‌کند، به سپاه معاویه در شام پیوست و در جنگ صفین یکی از فرماندهان سپاه معاویه بود و در آن جنگ در سال ۳۷ هجری/۶۵۷ میلادی کشته شد.
از آنجا که اتهام ابولؤلؤ ثابت نشده‌بود، این انتقام‌گیری فرزند عمر به منازعات کلامی انجامید.